# I fantasmi del cappellaio
I fantasmi del cappellaio (Les Fantômes du chapelier) è un film del 1982 scritto e diretto da Claude Chabrol, tratto dall'omonimo romanzo di Georges Simenon.

## Trama
Nella piovosa e opprimente atmosfera di una cittadina bretone, il rispettabile cappellaio Léon Labbé  vive una routine in apparenza irreprensibile. Uomo dall’aria rispettabile, abitudinario, ben visto dai notabili locali, Labbé nasconde però un terrificante segreto: ha assassinato la propria moglie, invalida, e finge che sia ancora viva. Ogni giorno prepara i pasti e li porta in una stanza chiusa a chiave, alimentando la finzione con scrupolosa meticolosità. Ma la violenza di Léon non si ferma lì. Spinto da impulsi oscuri e da una logica perversa, egli inizia a strangolare alcune donne del paese, amiche d'infanzia della defunta moglie. Costoro, ignare della verità, stavano organizzando una visita in occasione del compleanno della donna, ormai vicinissimo. Per impedire che il suo crimine venga scoperto, Labbé ritiene necessario eliminarle una a una. I delitti, apparentemente immotivati, sono accompagnati da lettere anonime inviate con macabro sarcasmo alla stampa locale. La polizia brancola nel buio, mentre l’atmosfera del paese si appesantisce.
Dall’altro lato della strada, il sarto armeno Kachoudas, un uomo discreto e solitario, osserva ogni giorno Labbé dalla sua bottega. Inizia presto a sospettare qualcosa, percependo crepe nel comportamento del cappellaio, fatto di sorrisi forzati e stranezze sempre più vistose. Un legame ambiguo si instaura tra i due: se Labbé vede nel sarto un potenziale pericolo da neutralizzare, Kachoudas, pur temendolo, è attratto dal suo enigma e afflitto da un senso d’impotenza che lo paralizza. Le visite quotidiane del cappellaio, il loro dialogo rarefatto, le occhiate fugaci e piene di sottintesi delineano una relazione quasi coreografica, come un inquietante balletto tra predatore e preda. Quando Labbé è ormai pronto a uccidere l'ultima delle vecchie amiche della moglie, apprende che costei, malata, è morta da due settimane. Il cerchio, almeno per lui, sembrerebbe chiuso. In quel momento, inoltre, Kachoudas muore in seguito a una malattia, portando con sé il segreto che custodiva in silenzio. Labbé è dunque libero da ogni minaccia e potrebbe tornare alla sua tranquilla maschera sociale. Tuttavia, qualcosa in lui è ormai irrimediabilmente spezzato. Sempre più dominato dalle sue pulsioni omicide, strangola la sua domestica e, poco dopo, anche una prostituta (Aurore Clément) di sua conoscenza, poi, però, commette un errore...